# Göran Abrahamsson
Karl Göran Abrahamsson (ur. 19 września 1931 w Göteborgu, zm. 6 marca 2018 tamże) – szwedzki szermierz, dwukrotny medalista mistrzostw świata.
Podczas mistrzostw świata w Turynie w 1961 roku Szwedzi w składzie: Göran Abrahamsson, Ivar Genesjö, Hans Lagerwall, Orvar Lindwall, Berndt-Otto Rehbinder i Axel Wahlberg zdobyli brązowy medal w szpadzie drużynowej. W tej samej konkurencji reprezentacja Szwecji z Abrahamssonem w składzie zdobyła srebrny medal na mistrzostwach świata w Buenos Aires w 1962 roku.
Wystartował na igrzyskach olimpijskich w Rzymie w 1960 roku, gdzie w szpadzie indywidualnej odpadł w ćwierćfinałach, a drużynowo był piąty. Startował tam także we florecie indywidualnym, w którym odpadł w pierwszej rundzie. Na rozgrywanych cztery lata później igrzyskach olimpijskich w Tokio w szpadzie indywidualnej dotarł do półfinałów, a w drużynowej był czwarty.